# Simon Stevinplein (Brugge)

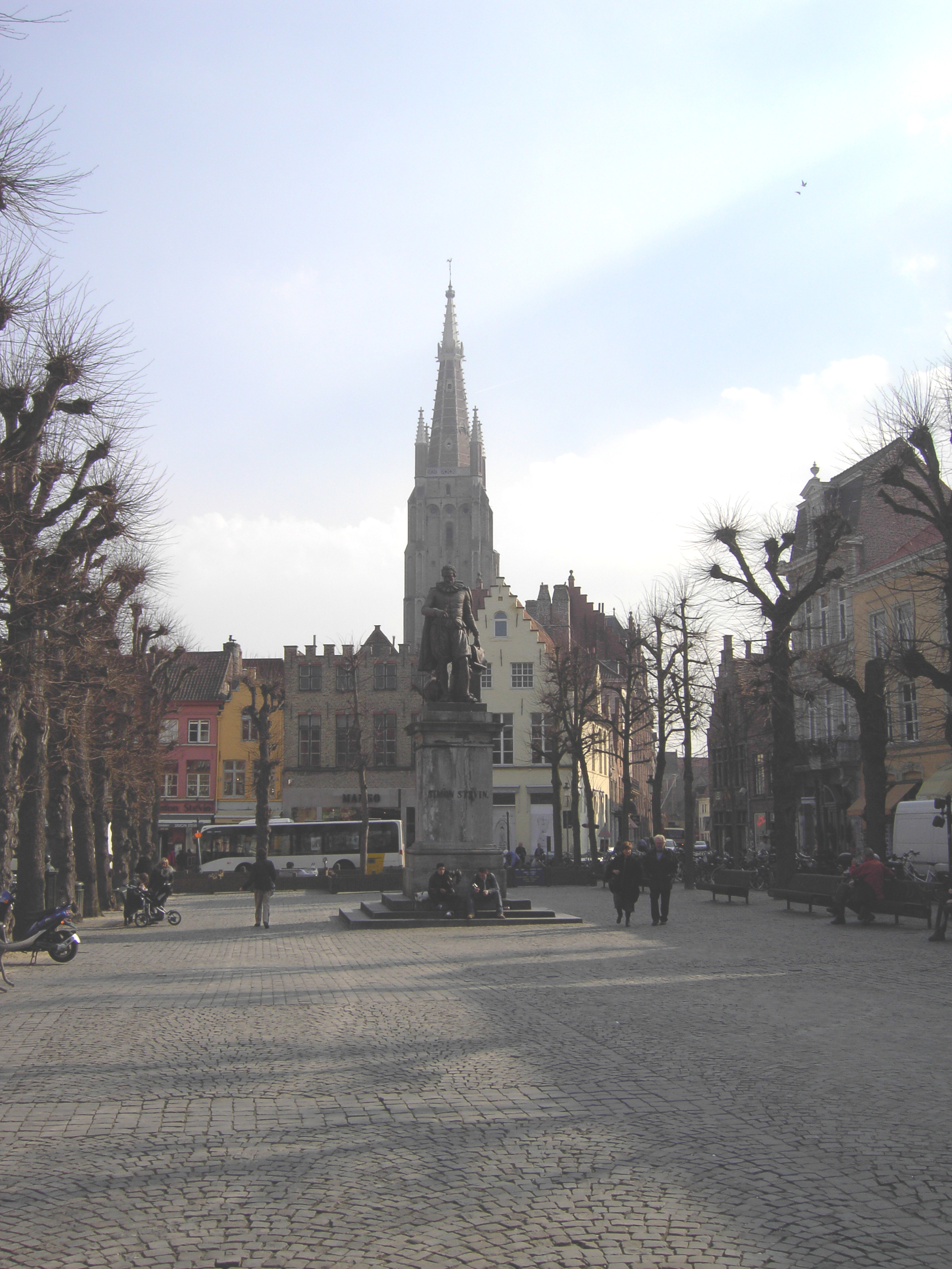
Het Simon Stevinplein.

Het Simon Stevinplein is een plein in Brugge, gesitueerd tussen de Steenstraat en de Oude Burg. Op het plein staat het standbeeld van in Brugge geboren wis- en natuurkundige Simon Stevin. Waarschijnlijk lag hier het oudste marktplein van Brugge, vóór de Markt werd aangelegd.

## Westvleeshuis

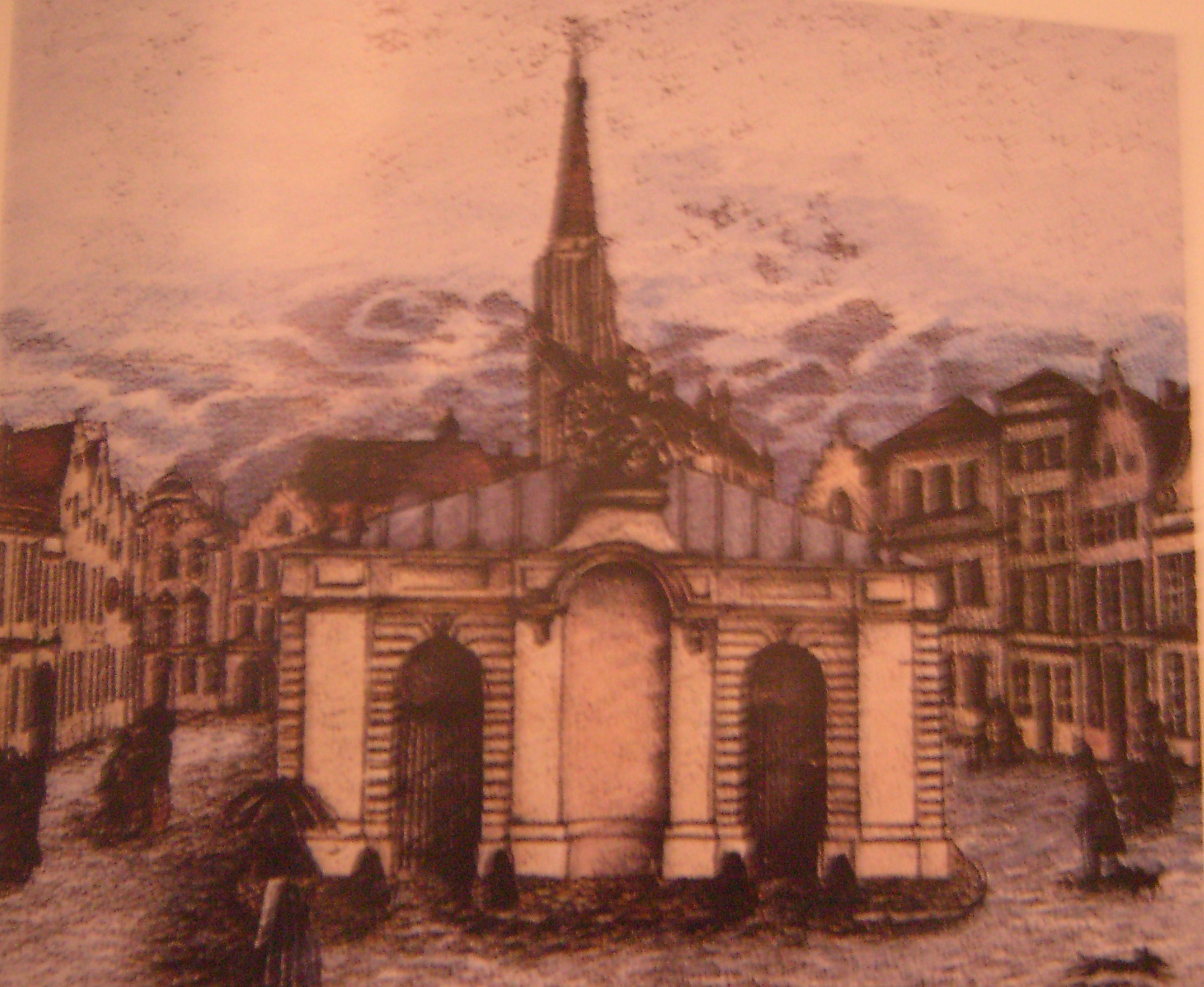
Het plein toen er het Westvleeshuis stond.

Vanaf het begin van de 14de eeuw stond op dit plein het Westvleeshuis of Groot Vleeshuis van Brugge. Het was eigendom van het ambacht van de vleesbewerkers en voor het opgericht werd, heette de plaats de Oude Vrijdagmarkt. Vlees werd tot dan verhandeld in de hallen aan het belfort.
Aanvankelijk was het Westvleeshuis een tweebeukig gebouw en vanaf de 18de eeuw kreeg het een klassieke voorgevel. Het was gelegen nabij de plaats waar de verbindingswegen uit Kortrijk en Gent samenkwamen.
In 1819 werd het door de stad aangekocht en afgebroken, waardoor zo het huidige plein ontstond en bomen geplant werden.

## Brouwerij
Nog voor het echt een plein werd, was langs de oostzijde brouwerij De Zwaan gevestigd, in 1441 nog bekend onder de naam In den grooten Swaene, een van de 54 toenmalige brouwerijen in Brugge. De brouwerij hield op te bestaan in 1937. In de gebouwen kwamen achtereenvolgens een garage en een bankfiliaal. De gevelsteen met de zwaan is nog te zien in de voorgevel.
Naast de brouwerij De Zwaan was er de 15de-eeuwse afspanning en herberg met de naam In de Gouden Hoorn - Au Cornet d'Or, vergaderplaats van vele verenigingen en rendez-vousplaats op marktdagen. Tegen het einde van de 20ste eeuw werd het een fast-foodzaak.

## Kapel
Aan de westzijde van het Simon Stevinplein stond van 1700 tot 1839 de Heilig Sacramentskapel. Eerder stond op deze plaats de herberg  't Peerdeken. Omdat er in 1700 een heiligschennis was gebeurd met geconsacreerde hosties, werd er beslist om als teken van verzoening op die plaats een kapel op te richten. Deze H. Sacramentskapel werd in 1799 verkocht en afgebroken. Een nieuw handelshuis werd gebouwd waar nog enkele elementen uit die kapel in te zien zijn. In dit gebouw was na de Tweede Wereldoorlog een Prémamanwinkel gevestigd en tegen het einde van de 20ste eeuw werd het een chocoladewinkel.

## Standbeeld
Vanaf 1827 noemde men de vrijgekomen ruimte het Simon Stevinplein. Het standbeeld van Stevin werd met grote plechtigheid en feestelijkheden onthuld op 26 juli 1846. Er was echter een ernstige tegenslag, doordat het bronzen standbeeld waarvan de opdracht was gegeven aan beeldhouwer Eugène Simonis niet klaar was. Om het feest te redden werd dan maar inderhaast een gipsen beeld gemaakt door de Brugse beeldhouwers Auguste Derre, Dominique Van Weydevelt, Henri Pickery en Jules Van Nieuwenhuyze. Het in brons gekleurde beeld werd op de dag van de inhuldiging op het voetstuk geplaatst, een pomp uit het voormalige Westvleeshuis. Het bronzen beeld werd pas in september 1847 geleverd en geplaatst.
Vanaf de tweede helft van de 20ste eeuw is het plein geëvolueerd naar vooral recreatieve functies: het dient als terras voor de aanpalende drankgelegenheden, er bevinden zich een aantal winkels, rond de jaarwisseling is er een kerstmarkt en rond mei wordt het deels bezet door de Meifoor.

## Bekende bewoners
- Louis Grossé

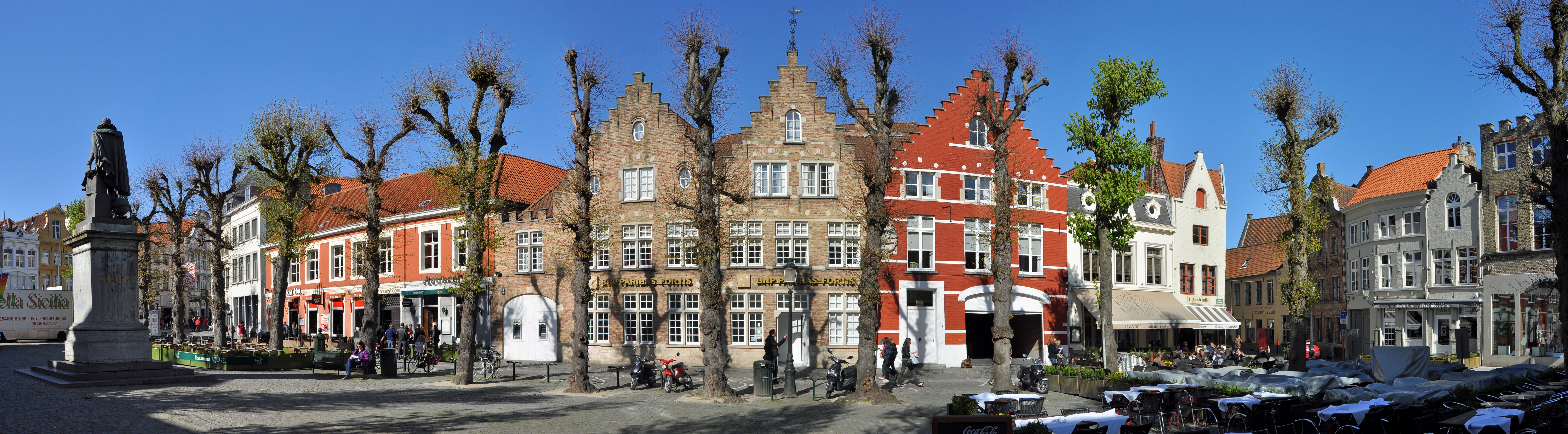
De oostzijde van het Simon Stevinplein

## Voetnoten
1. ↑  Jan Dumolyn en Andrew Brown (eds.), Brugge. Een middeleeuwse metropool, 850-1550, 2020, p. 41, 62

Straten en pleinen in Brugge met een artikel op Wikipedia: